# کلودیا کریستیان
کلودیا کریستیان (انگلیسی: Claudia Christian؛ زادهٔ ۱۰ اوت ۱۹۶۵) یک هنرپیشه، و صدا پیشه اهل ایالات متحده آمریکا است. وی از سال ۱۹۸۴ میلادی تاکنون مشغول فعالیت بوده‌است.

## گزیده فیلمشناسی
از فیلم‌ها یا برنامه‌های تلویزیونی که وی در آن نقش داشته‌است می‌توان به آثار زیر اشاره کرد.
- پنهان (فیلم ۱۹۸۷) (۱۹۸۷)
- پاک و هوشیار (۱۹۹۰)
- زیبابین (فیلم ۱۹۹۰) (۱۹۹۰)
- آرنا (فیلم ۱۹۸۹) (۱۹۹۱)
- عقب‌مانده تاریک (۱۹۹۱)
- طعنه‌آمیز و تعصب (۱۹۹۷)
- آتلانتیس: امپراتوری گم‌شده (۲۰۰۱)
- عبور از نابودی (۲۰۰۲)
- باغ (فیلم ۲۰۰۶) (۲۰۰۶)
- دالاس (مجموعه تلویزیونی ۱۹۷۸) (۱۹۷۸)
- ستوان کلمبو (۱۹۹۳)
- تعقیب (۱۹۹۴)
- شکارچی حرفه‌ای (۲۰۰۱)
- جراحی پلاستیک (مجموعه تلویزیونی) (۲۰۰۷)
- گریم (مجموعه تلویزیونی) (۲۰۱۱)
- ذهن‌های مجرم (۲۰۱۳)
- کسل (مجموعه تلویزیونی) (۲۰۱۴)
- منتالیست (۲۰۱۴)
- ان‌سی‌آی‌اس (۲۰۱۷)
- الدر اسکورولز ۵: اسکایرم (۲۰۱۱)
- هیلو ۴ (۲۰۱۲)
- فال‌اوت ۴ (۲۰۱۵)
- ندای وظیفه: جنگ‌های بی‌نهایت (۲۰۱۶)
- دنیای وارکرفت: لژیون (۲۰۱۶)